# Лебедевский сельсовет (Минская область)
Лебедевский сельсовет (бел. Ле́бедзеўскі сельсавет) — административная единица на территории Молодечненского района Минской области Беларуси. Административный центр — агрогородок Лебедево.

## История
Образован 12 октября 1940 года в составе Молодечненского района Вилейской области БССР. С 20 сентября 1944 года в составе Молодечненской области. 16 июля 1954 года к сельсовету присоединена территория упразднённого Мороськовского сельсовета. 11 сентября 1959 года к сельсовету присоединена территория упразднённого Заскевичского сельсовета. С 20 января 1960 года в составе Минской области. 
В 1974 году упразднены деревни Купье, Старое Село, Шмаровка и хутор Устроне. В 1980 году упразднена деревня Уша. 

## Состав
Лебедевский сельсовет включает 25 населённых пунктов:
- Беница — деревня.
- Великая Борковщина — деревня.
- Вяжути — деревня.
- Горовщина — деревня.
- Готковичи — деревня
- Грудки — деревня.
- Заполяки — деревня.
- Засковичи — агрогородок.
- Ивановщина — деревня.
- Коновичи — деревня.
- Лебедево — агрогородок.
- Лобачевка — деревня.
- Малая Борковщина — деревня.
- Малиновщина — деревня.
- Мороськи — деревня.
- Асаново — деревня.
- Поляны — деревня.
- Редьки — деревня.
- Сковорощина — деревня.
- Пруды — деревня.
- Теменица — деревня.
- Турец-Бояры — деревня.
- Хатутичи — деревня.
- Шиково — деревня.
- Яковичи — деревня.

Упразднённые населённые пункты:
- Уша — деревня

## Население
Население сельсовета по переписи 2009 года — 5093 человека, из них 94,4 % — белорусы, 3,9 % — русские; по переписи 2019 года — 4446 человек.